# Emphyrio
Emphyrio is een sciencefictionboek van de Amerikaanse schrijver Jack Vance. Het gaat over de belevenissen van Ghyl Tarvoke, een jongen die woont op de door de Lords overheerste planeet Halma.

## Samenvatting
Het verhaal begint met Ghyl Tarvoke, die boven in een toren ondervraagd wordt door een stel Lords. Hij zal over drie uur worden verbannen, maar eerst mag hij zijn verhaal doen.
Toen Ghyl zeven jaar oud was, werd hij zich voor het eerst bewust van zijn leven: hij zal zijn leven slijten als ambachtsman op zijn ouderwetse planeet, zonder veel hoop op een beter leven. Het feodale Lords-stelsel houdt de ondermensen in een ijzeren greep: voor alle openbare voorzieningen moet betaald worden, zodat zelfs een korte vakantie een fortuin kost. En iedereen staat onder strenge controle om te voorkomen dat men ongewenste dingen doet. Kopiëren is bijvoorbeeld streng verboden: alle kleren, boeken of andere gebruiksvoorwerpen moeten stuk voor stuk volledig met de hand gemaakt worden.
Ghyl woont samen met zijn vader Amiante, een zeer goede houtsnijder die werken van de beste kwaliteit aflevert. Maar zelfs deze kunstwerken leveren maar weinig bonnen (de betalingseenheid van Halma) op. Ghyl droomt van manieren om financieel onafhankelijk te worden, maar die lijken niet voorhanden. Zijn vader geeft hem onderricht en leert hem het oude schrift, waarmee hij de zeer oude documenten die zijn vader bezit kan lezen. Deze verhalen over de mythische held Emphyrio, waarmee Ghyl zichzelf identificeert. Wanneer zijn vader wordt veroordeeld wegens het kopiëren van enkele van zijn oude documenten, besluit Ghyl hoe dan ook een manier te vinden om het systeem te bevechten.
Met enkele vrienden steelt hij een ruimtejacht en gijzelt de aanwezige Lords. Maar wanneer zijn zogenaamde vrienden tegen de afspraak in de Lords willen verkopen op een slavenmarkt, brandt er een gevecht tussen Ghyl en de anderen los. Men zet hem en de Lords af op de afgelegen planeet Maastricht, waar het groepje veel ontberingen moet doorstaan voordat de beschaafde wereld wordt bereikt. Ghyl probeert meer informatie over Emphyrio te krijgen, maar hoort dat hij daarvoor bij het Geschiedkundig Instituut op de planeet Aarde moet zijn.
Ook ontdekt Ghyl in een winkel een scherm dat zijn vader gesneden heeft: het blijkt een kopie van het onbetaalbare origineel dat in een museum staat. Hierdoor ontdekt hij dat de mensen op Halma opgelicht worden: ze krijgen nog geen fractie van de werkelijke waarde van hun producten. Met de winkeleigenaar smeedt hij een plan: ze zullen met een ruimteschip naar Halma gaan om de ambachtelijk gemaakte producten rechtstreeks van de makers te kopen. Terug op zijn thuisplaneet blijkt dat niemand aan hen wil verkopen en hij wordt ook nog herkend en gevangengenomen.
Hiermee is het verhaal bij het beginpunt aangekomen: Ghyl Tarvoke wordt wegens piraterij veroordeeld tot verbanning naar het land van Bauredel. Hij wordt in een steeg gezet en een grote betonnen zuiger schuift langzaam naar hem toe, richting het twee en een halve centimeter brede strookje Bauredel aan het einde van de steeg. Hij weet een stapel stenen los te wrikken waarmee hij boven op de muur kan klimmen voordat de cilinder hem tot moes perst. Hij keert terug naar het ruimteschip en bedenkt een list om de productie van Halma te bemachtigen. Ze kunnen opstijgen voordat Ghyls bedrog wordt ontdekt en keren terug naar Maastricht. Daar wordt besloten alles op Aarde te verkopen en Ghyls droom komt eindelijk uit: hij is financieel onafhankelijk.
Op Aarde bezoekt hij het Geschiedkundig Instituut, waar hij meer over Emphyrio te weten komt. Hij gaat naar een cosmetisch chirurg om zich te laten veranderen en keert weer terug naar Halma. Hier ontdekt hij uiteindelijk dat de Lords slechts poppen van vlees en bloed zijn, gemaakt door de bewoners van de maan Damar. Zo konden zij alle winst opstrijken van de bevolking van Halma.